# Popovice (district de Benešov)
Pour les articles homonymes, voir Popovice.
Popovice (en allemand : Popowitz) est une commune du district de Benešov, dans la région de Bohême-Centrale, en République tchèque. Sa population s'élevait à 277 habitants en 2020.

## Géographie
Popovice se trouve à 11 km à l'ouest de Vlašim, à 11 km au sud-est de Benešov et à 48 km au sud-sud-est de Prague.
La commune est limitée par Postupice au nord et à l'est, par Jankov au sud, et par Bystřice à l'ouest.

## Histoire
La première mention écrite de la localité date de 1295.

## Patrimoine
- Église Saint-Jacques-le-Majeur :

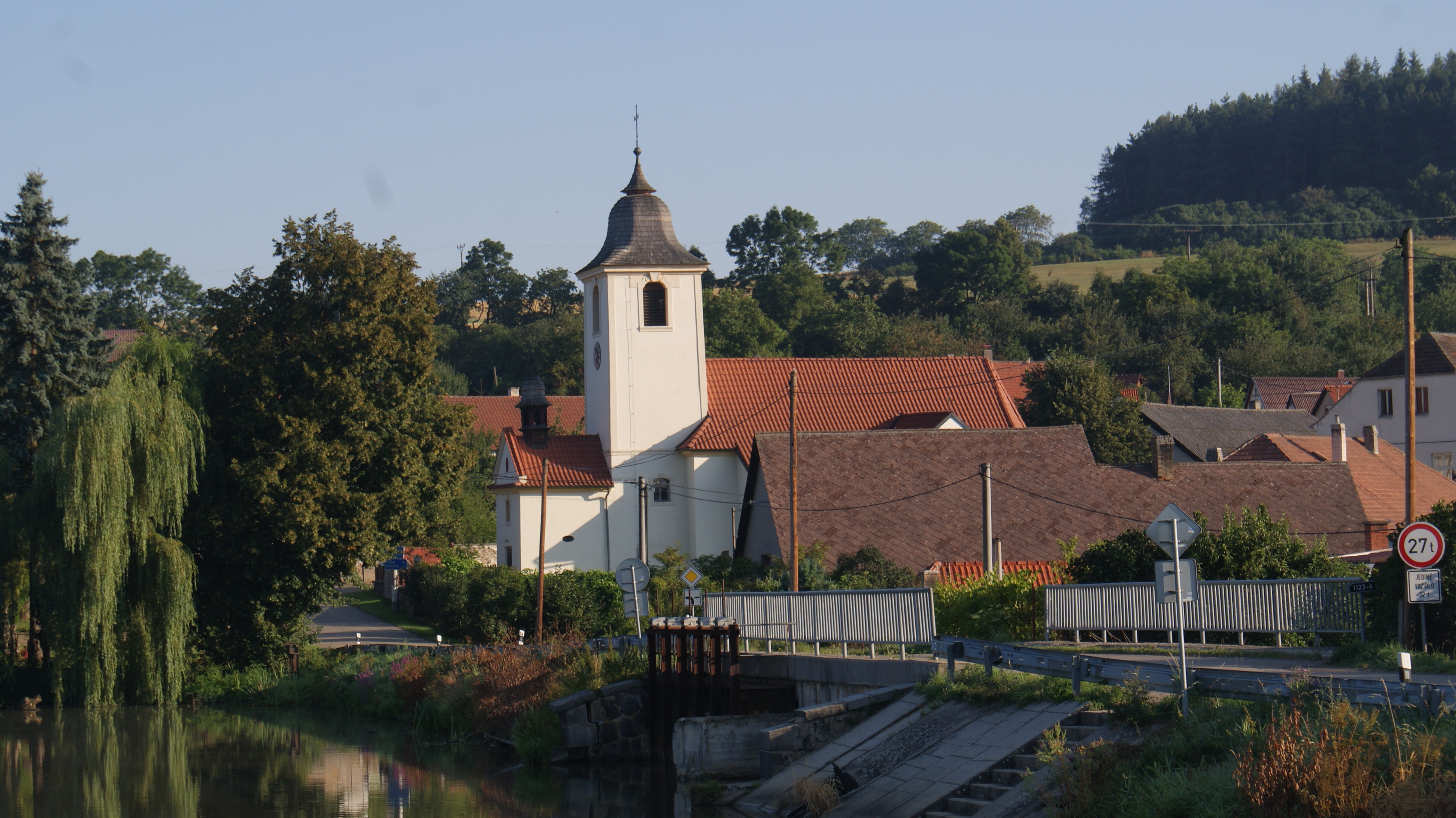
L'église dans le village.
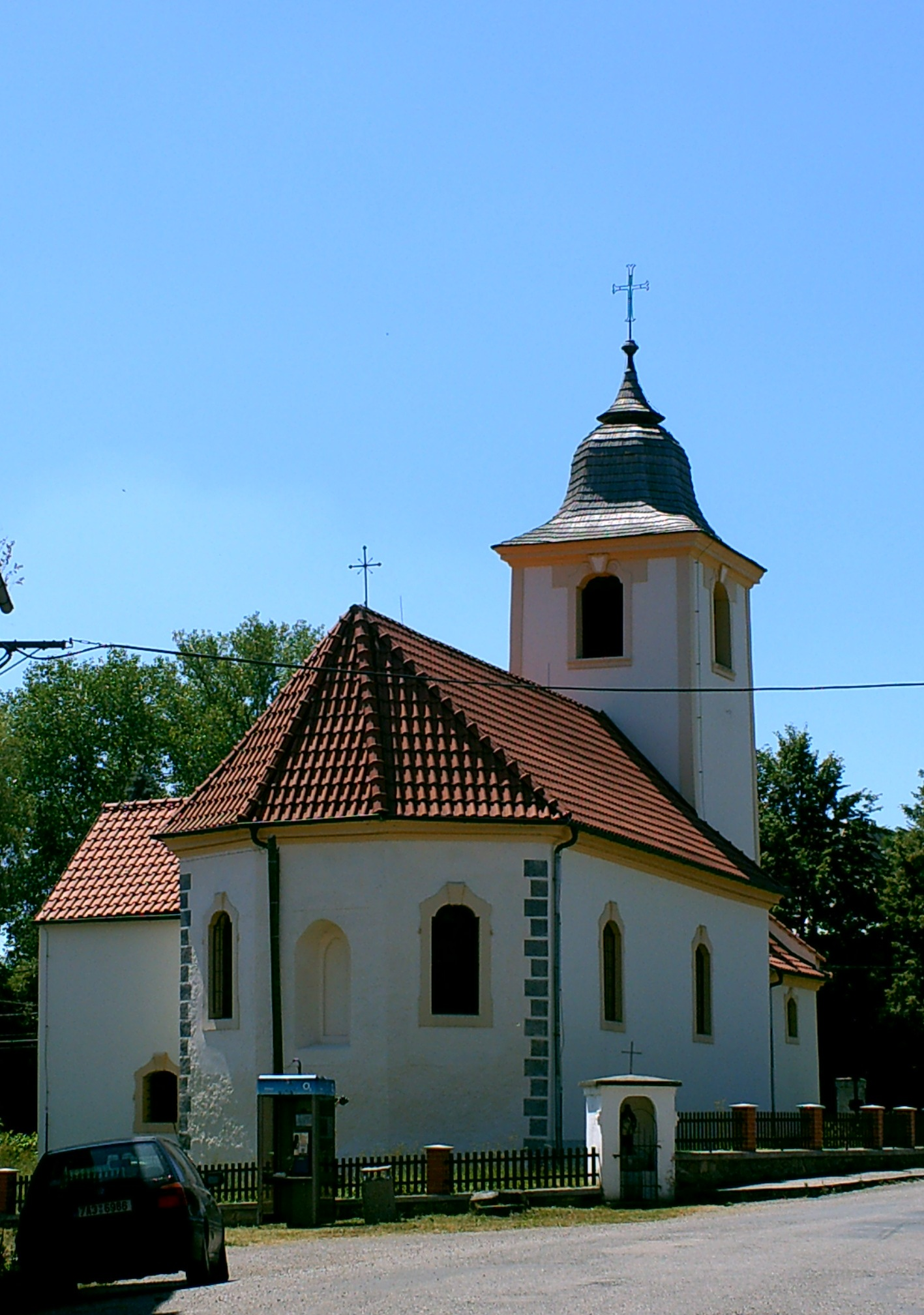
Chevet de l'église.

## Administration
La commune se compose de six quartiers :
- Popovice
- Kamenná Lhota
- Kondratice
- Mladovice
- Pazderná Lhota
- Věžníčky